# Konstantin von Pott
Konstantin von Pott (německy Constantin Friedrich Peter Edler von Pott) (23. září 1842 Oldenburg – 1. listopadu 1908 Štýrský Hradec) byl rakousko-uherský admirál. U c. k. námořnictva sloužil od roku 1862, zúčastnil se několika válek, působil také jako pedagog a absoloval dvě cesty kolem světa. Kariéru završil jako ředitel Hydrografického úřadu v Pule a v roce 1905 byl penzionován v hodnosti viceadmirála. Jeho bratr-dvojče Paul von Pott (1842–1903) byl také vysokým důstojníkem rakousko-uherského námořnictva.

## Biografie

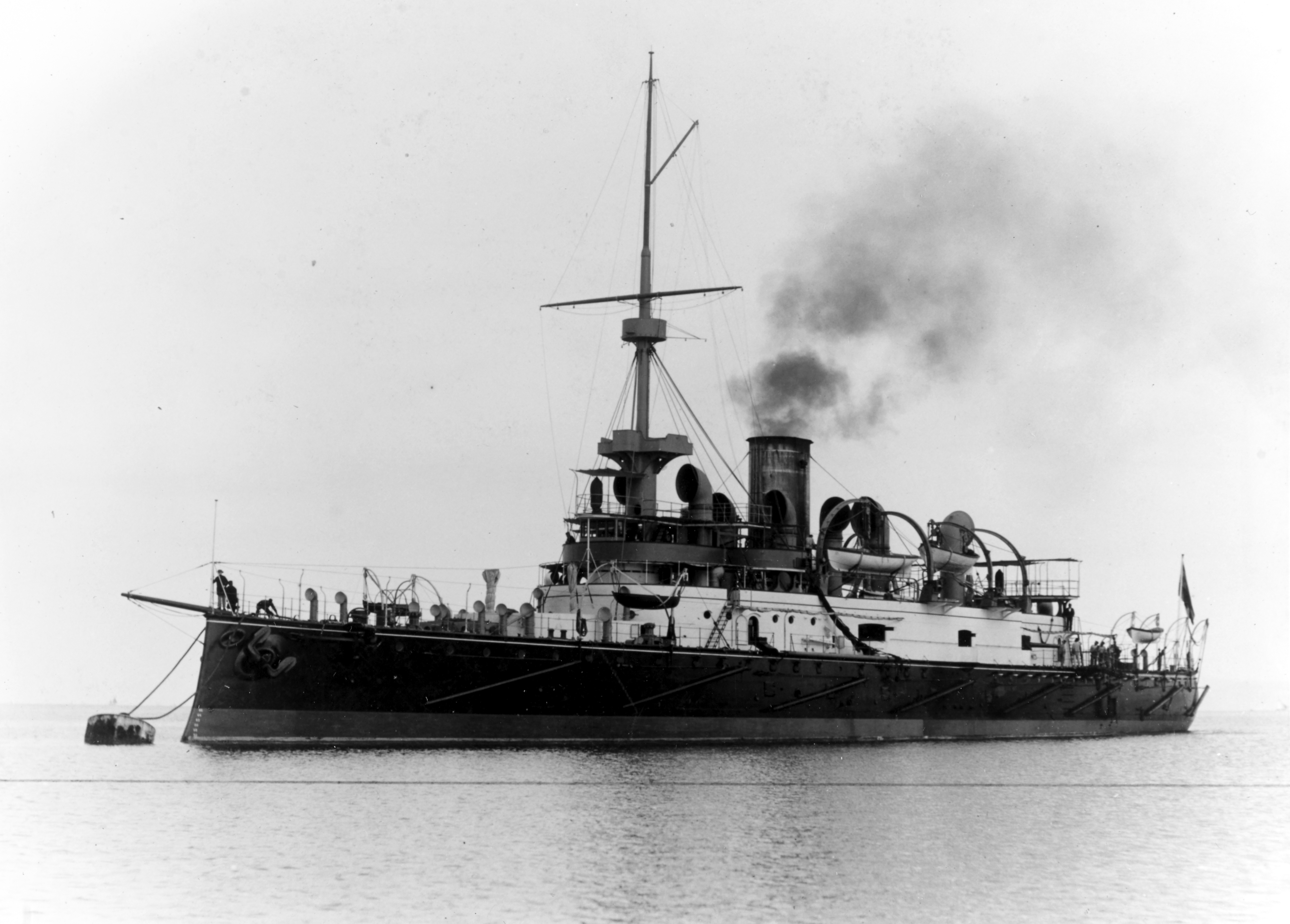
SMS Wien, vlajková loď Konstantina Potta za řecko-turecké války (1897–1898)

Byl synem Augusta Potta (1806–1883), houslového virtuosa a dvorního kapelníka v Oldenburgu, matka Aloisie, rozená Winklerová von Forazest (1815–1882), proslula jako klavíristka a hudební skladatelka. Konstantin spolu se svým dvojčetem Paulem studoval na městské škole v Hannoveru, poté pokračovali na hannoverské Polytechnice (1858–1862). Po krátké službě v oldenburské armádě vstoupili v roce 1862 do služeb rakouského námřnictva. Konstantin v roce 1862 absolvoval cestu do Řecka a v roce 1864 na fregatě SMS Novara doprovázel císaře Maxmiliána I. do Mexika. Během války s Itálií v roce 1866 se zúčastnil bitvy u Visu. Spolu s bratrem byl v letech 1867–1869 zaměstnán u Vojenského zeměpisného ústavu ve Vídni a věnoval se geodetickému zpracování jižní Moravy a Dolního Rakouska. V roce 1869 získal hodnost praporčíka a téhož roku doprovázel arcivévodu Rainera na cestě do Rudého moře při příležitosti slavnostního otevření Suezského průplavu. Krátce byl poté přidělen k říční dopravě v Budapešti a v roce 1874 přeložen k oblastnímu námořnímu velitelství v Terstu. V letech 1876–1878 působil u Hydrografického úřadu v Pule.
V roce 1878 byl povýšen na poručíka II. třídy a byl navigačním důstojníkem na fregatě SMS Habsburg. V letech 1881–1882 na korvetě SMS Erzherzog Friedrich absolvoval cestu do Afriky a Ameriky, v roce 1881 byl povýšen na poručíka I. třídy. V letech 1884–1887 znovu působil u říční lodní dopravy v Budapešti a od roku 1887 byl pedagogem na C. k. námořní akademii v Rijece. V roce 1890 byl povýšen na korvetního kapitána a na lodi SMS Radetzky byl šéfem štábu výcvikové eskadry. V roce 1893 získal hodnost fregatního kapitána a v letech 1894–1895 na lodi SMS Aurora vykonal další cestu do Ameriky.
Ke dni 1. května 1896 byl povýšen na kapitána řadové lodi a jako velitel bitevní lodi SMS Wien se v letech 1897–1898 zúčastnil mezinárodní blokády Kréty (Řecko-turecká válka (1897)|řecko-turecká válka). V roce 1898 byl přidělen k námořnímu sborovému velitelství v Pule a nakonec v letech 1898–1905 zastával funkci ředitele Hydrografického úřadu v Pule. K datu 1. května 1901 byl povýšen na kontradmirála a při odchodu do výslužby získal hodnost viceadmirála (1. října 1905).
Na penzi žil ve Štýrském Hradci, kde také zemřel a je pohřben v evangelické části hřbitova St Peter. 

## Tituly a ocenění
V roce 1894 byl spolu s bratrem Paulem povýšen do šlechtického stavu s titulem Edler von. Během služby u námořnictva se stal nositelem několika vyznamenání v Rakousku-Uhersku i v zahraničí.

### Rakousko-Uhersko
- Válečná medaile (1873)
- Služební odznak pro důstojníky III. třídy (1886)
- Jubilejní pamětní medaile (1898)
- Řád železné koruny III. třídy (1898)
- Služební odznak pro důstojníky II. třídy (1902)

### Zahraničí
- Řád pruské koruny II. třídy (1894, Německo)
- Řád Medžidie II. třídy (1900, Osmanská říše)